# クラウディア・デ・メディチ
クラウディア・デ・メディチ（イタリア語: Claudia de'Medici, 1604年6月4日 - 1648年12月25日）は、オーストリア大公レオポルト5世（神聖ローマ皇帝フェルディナント2世の弟）の妃。

## 生涯
トスカーナ大公フェルディナンド1世と妃クリスティーヌ・ド・ロレーヌの末娘として、フィレンツェで生まれた。名前は祖母のクロード・ド・ヴァロワに因んで名付けられた。
1620年にフェデリーコ・デッラ・ローヴェレ（ウルビーノ公フランチェスコ・マリーア2世の息子）と結婚。唯一の子ヴィットーリアはトスカーナ大公フェルディナンド2世の妻となった。
フェデリーコは1623年6月29日に突然亡くなった。フェデリーコの早世後、1626年4月19日、オーストリア大公レオポルト5世と再婚。この結婚によりオーストリア大公妃となった。
1632年にレオポルトが亡くなると、クラウディアはチロル伯領の統治者であった息子のフェルディナント・カールの摂政に就いた。クラウディアは5人の監督者達とともに、1646年までその役職を務めた。
1648年、クラウディアはインスブルックで死去した。

## 子女
最初の夫ウルビーノ公子フェデリーコとの間に1子をもうけた。
- ヴィットーリア（1622年 - 1694年） トスカーナ大公フェルディナンド2世妃。

2人目の夫のオーストリア大公レオポルトとの間に5子をもうけた。
- マリア・エレオノーレ（1627年 - 1629年）
- フェルディナント・カール（1628年 - 1662年）　チロルの領主。アンナ・デ・メディチと結婚。
- イザベラ・クララ（1629年 - 1685年）　マントヴァ公カルロ2世妃。
- ジギスムント・フランツ（1630年 - 1665年）　チロルの領主。ズルツバッハ方伯女マリア・ヘートヴィヒ・アウグステと結婚。
- マリア・レオポルディーネ（1632年 - 1649年）　神聖ローマ皇帝フェルディナント3世皇后。